# نيكلاس ألكساندرسون

## وصلات خارجية
- نيكلاس ألكساندرسون على موقع الاتحاد الدولي (مؤرشف)  (الإنجليزية)
- نيكلاس ألكساندرسون على موقع اتحاد السويد (السويدية)
- نيكلاس ألكساندرسون على موقع قاعدة بيانات كرة القدم.إي يو (الإنجليزية)
- نيكلاس ألكساندرسون على موقع ناشيونال فوتبول تيمز (الإنجليزية)
- نيكلاس ألكساندرسون على موقع Soccerbase.com (لاعب) (الإنجليزية)
- نيكلاس ألكساندرسون على موقع Soccerway.com (الإنجليزية)
- نيكلاس ألكساندرسون على موقع عالم كرة القدم.نت (الإنجليزية)
- نيكلاس ألكساندرسون على موقع أوليمبيديا (الإنجليزية)
- نيكلاس ألكساندرسون على موقع اللجنة الأولمبية السويدية (السويدية)